# Саха (река, впадает в Бискайский залив)
Са́ха (исп. Río Saja) — река на севере Испании, протекающая через территорию автономного сообщества Кантабрия. Берёт своё начало на северном склоне Сьерра-дель-Кордель (манкомунидат Кампоо-Кабуэрнига). Впадает в Бискайский залив, образуя устье Сан-Мартин-де-ла-Арена.

## Общая характеристика
Длина реки составляет 67 км. Протекает по территории провинции Кантабрия, формируя долины Кабуэрнига и Кабесон-де-ла-Саль. Площадь бассейна Саха-Басайа — около 1025,5 км², что делает его самым большим в автономном сообществе (занимает около 20 % территории).
- Бассейн реки Сахи (442 км², до слияния с рекой Бесайей)
- Бассейн Саха-Бессайа

## Течение
Река Саха образуется на северном склоне Сьерра-дель-Кордель, в результате слияния на высоте около 800 м над уровнем моря двух рек — Кобры и Диабло. В районе поселения Эль-Тохо в неё впадает река Аргоса. Около Кабесона-де-ла-Сал поворачивает на восток, где на территории Торрелавеги объединяется с рекой Бесайей. Далее движется на север, впадая в районе Суансеса в Бискайский залив, образуя риа Сан-Мартин-де-ла-Арена.